# Benediktinerstraße 3 (Mönchengladbach)

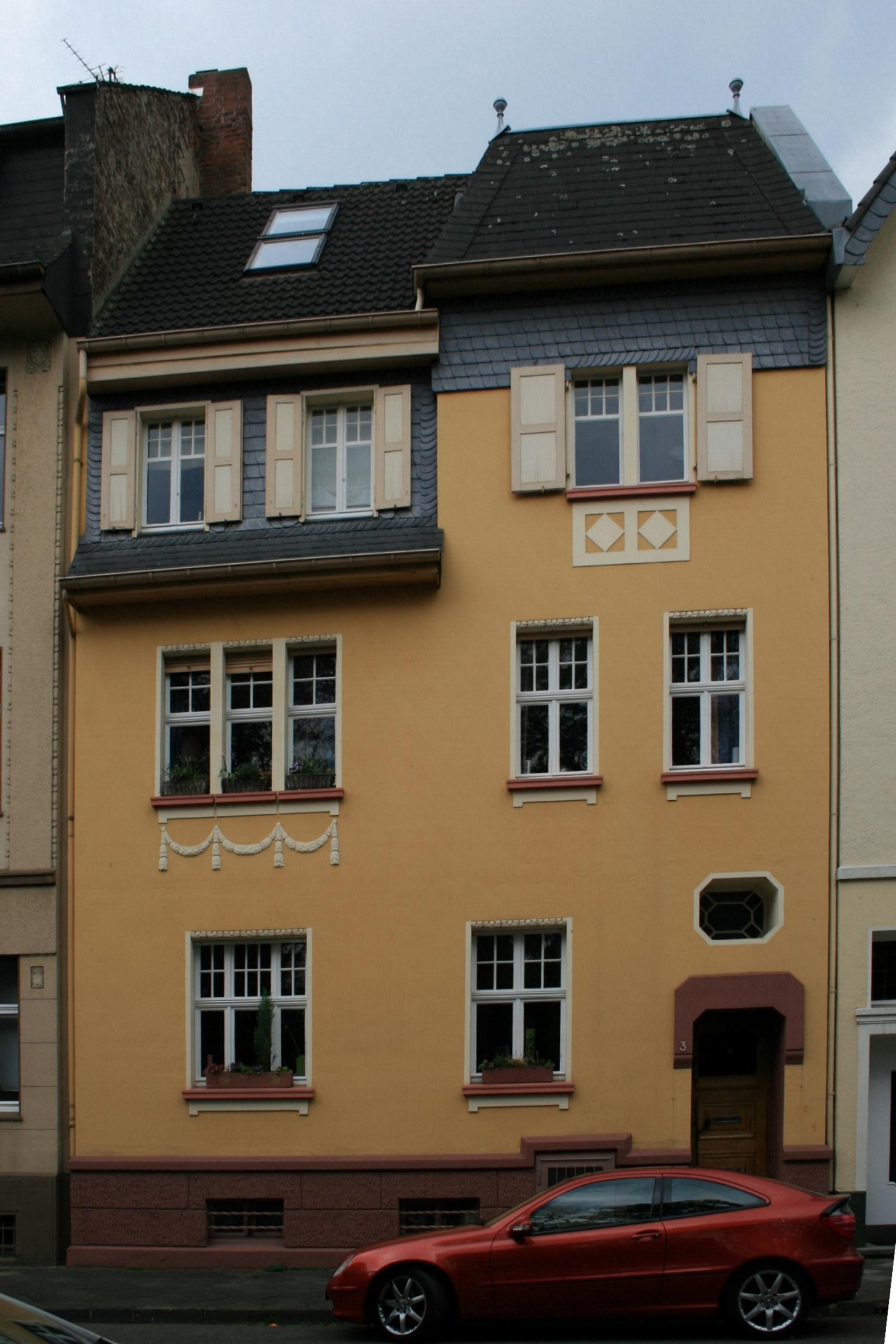
Wohnhaus (2010)

Das Wohnhaus Benediktinerstraße 3 steht in Mönchengladbach (Nordrhein-Westfalen).
Das Haus wurde um 1910 erbaut. Es ist unter Nr. B 136 am 9. März 1994 in die Denkmalliste der Stadt Mönchengladbach eingetragen worden.

## Lage
Die Benediktinerstraße liegt in unmittelbarer Nähe zum Bunten Garten.

## Architektur
Bei dem Objekt handelt es sich um einen zweigeschossigen Putzbau mit abschließendem Satteldach. Betonung der rechten Fassadenhälfte durch einen flächig überkrönten Hauseingang und verschieferten trapezförmigen Dachvorbau. Die linke Hälfte akzentuiert eine Schieferverkleidung, die in der Form eines Fußwalms ausgebildet ist.